# 20789 Hughgrant
20789 Hughgrant (2000 SU44) là một tiểu hành tinh vành đai chính được phát hiện ngày 28 tháng 9 năm 2000 bởi C. W. Juels ở Fountain Hills.